# Grande île de la Terre de Feu
Pour les articles homonymes, voir Terre de Feu (homonymie).
La grande île de la Terre de Feu (en espagnol : Isla Grande de Tierra del Fuego), anciennement nommée Isla de Xativa, est une île de l'océan Pacifique, proche de l'extrémité sud de l'Amérique du Sud continentale dont elle est séparée par le détroit de Magellan et qui constitue la plus grande partie de l'archipel de la Terre de Feu. 
Elle est partagée en deux par la frontière entre l'Argentine et le Chili qui court le long du 70e méridien ouest. Sa partie occidentale, 29 484,7 km2, soit 61,43 % de la superficie de l'île, appartient au Chili (région de Magallanes et de l'Antarctique chilien) ; tandis que sa partie orientale, 18 507,3 km2, soit 38,57 % de la superficie de l'île, appartient à l'Argentine (province de Terre de Feu).
La superficie totale de l'île est de 47 992 km2, ce qui en fait la 29e île du monde. Ses villes principales sont Ushuaïa et Rio Grande, toutes les deux en Argentine, tandis que son point culminant, le mont Shipton (2 469 m), est situé dans la partie chilienne. En Argentine, vers la frontière chilienne et le long du canal Beagle se situe le parc national Tierra del Fuego,  d'une superficie de 63 000 hectares. Le parc naturel de Karukinka se trouve dans la partie chilienne. Il couvre 3 000 km2.

## Géographie

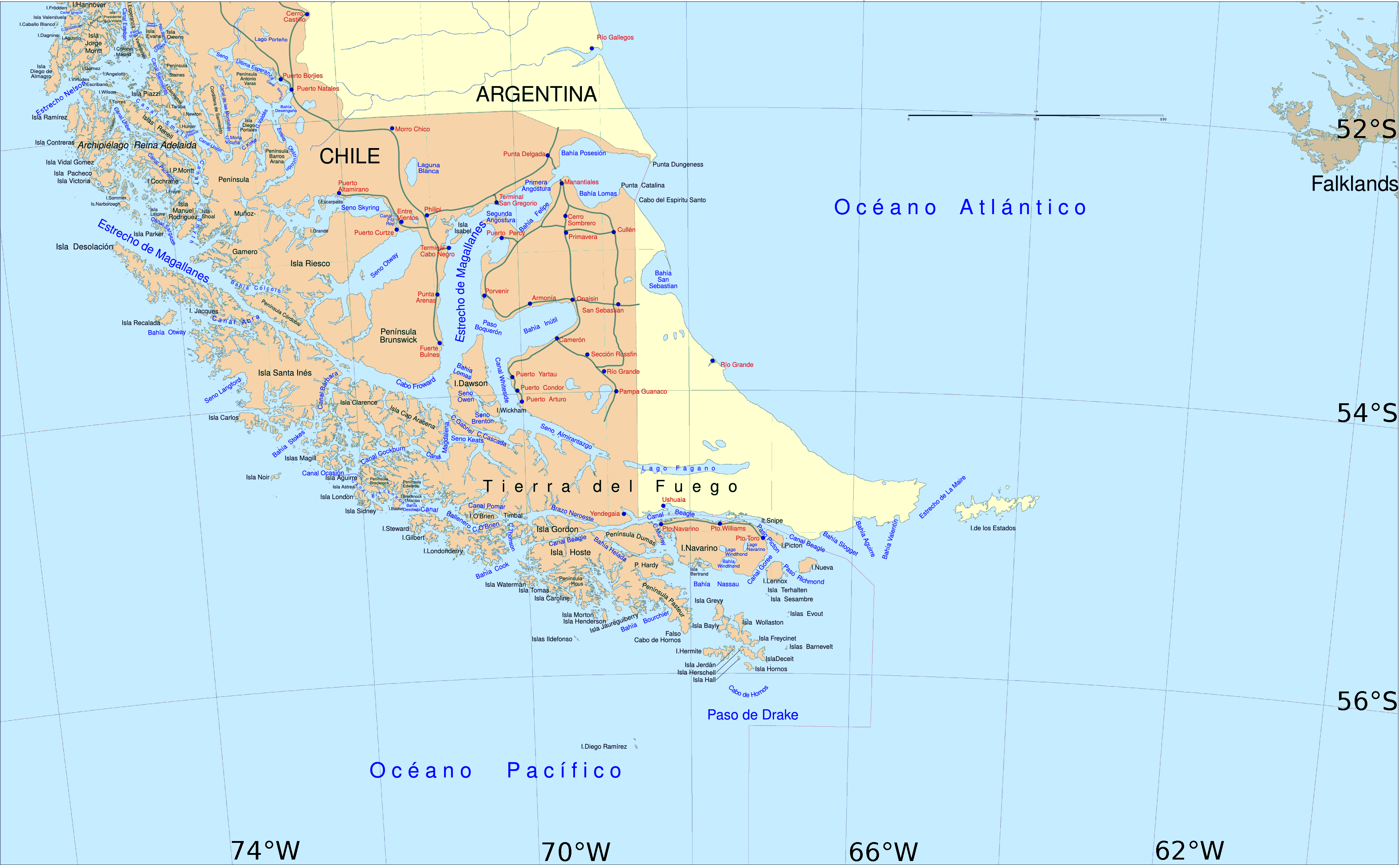

La grande île de la Terre de Feu est une île de l'océan Pacifique. Un ensemble de fjords et de canaux faisant partie de l'océan Pacifique bordent l'île au sud-ouest tandis que l'océan Atlantique et la baie de San Sebastián baignent les côtes nord-est. Le détroit de Magellan se trouve au nord-ouest. Au sud, l'île est délimitée par le canal Beagle, au sud duquel se trouvent un ensemble d'îles appartenant au Chili. À l'ouest, deux bras de mer s'enfoncent dans l'île, la baie Inutile et le fjord Almirantazgo. Ce dernier s'écoule le long de la faille Magallanes-Fagnano et a pour origine le lac Fagnano, qui est lui-même le résultat d'une dépression au sud de la Terre de Feu.
La partie sud-ouest de l'île, entre le fjord Almirantazgo et le canal Beagle s'étendant à l'ouest jusqu'à la péninsule Brecknock et à l'océan Pacifique, est montagneuses avec une côte très découpée, dominée par la cordillère Darwin. Une grande partie de l'île appartient au parc national Alberto de Agostini, du nom du missionnaire italien Alberto María De Agostini qui explora la Patagonie dans la première moitié du XXe siècle.

## Histoire
Avant l'arrivée des Européens, la région était habitée par des autochtones depuis près de 12 000 ans. Les Selknams étaient essentiellement des chasseurs-cueilleurs, alors que les Yagans et Kawésqars étaient des pêcheurs nomades vivant dans les nombreux canaux. C'est d'ailleurs les feux allumés par ceux-ci, et qui étaient visibles depuis l'océan, qui donnèrent son nom à l'archipel. Ce nom fut choisi par Fernand de Magellan, premier Européen à atteindre les îles et à traverser le détroit qui porte son nom, en 1520.

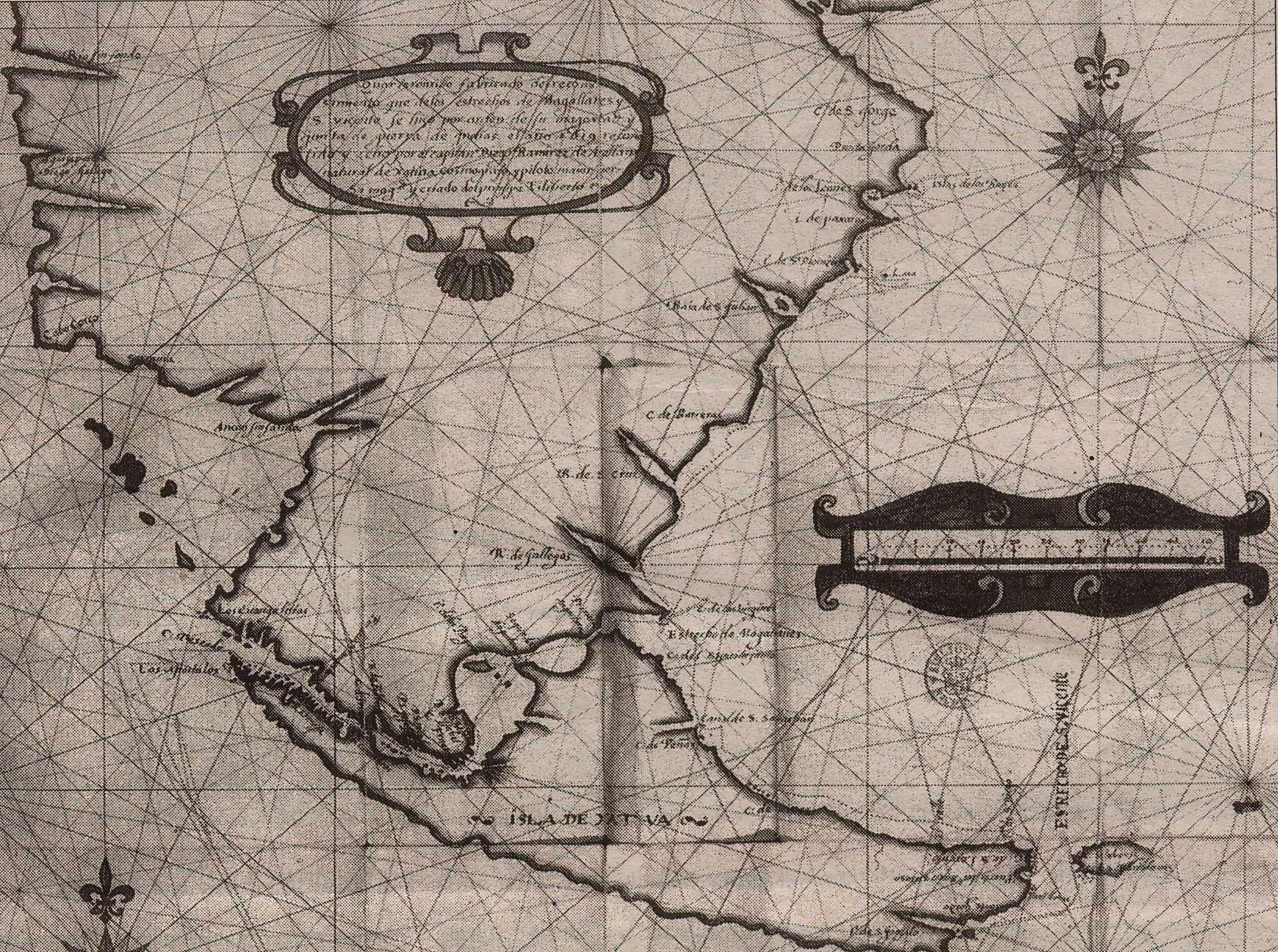
Carte de l'« île de Xativa », nom donné à la grande île de la Terre de Feu jusqu'au début du XVIIe siècle.

Les navigateurs supposèrent que la Terre de Feu était un continent jusqu'en 1578, quand Sir Francis Drake descendit suffisamment au sud pour être convaincu qu'elle était entourée d'eau mais la première circumnavigation de la Terre de Feu fut effectuée par l'expédition Garcia de Nodal en 1619.
Lors du premier voyage du HMS Beagle en 1830, quatre indigènes de la Terre de Feu furent capturés pour être présentés devant le roi et la reine du Royaume-Uni, où ils accédèrent d'ailleurs à une relative célébrité. Les trois survivants retournèrent en Terre de Feu avec le Beagle en compagnie de Charles Darwin.
Au XIXe siècle, les contacts augmentèrent avec les Européens, surtout britanniques: scientifiques, baleiniers et chasseurs de phoques, missionnaires, sociétés culturelles qui pratiquèrent des enlèvements pour alimenter les zoos humains en Europe. La chasse intensive des phoques et baleines, principales sources d'alimentation des autochtones, des affrontements ponctuels et les épidémies (tuberculose, variole, fièvre typhoïde, toux convulsive, rougeole) diminuèrent fortement les populations Yakan, Onas et Manekenk. Au cours des années 1880, poursuivis et chassés par des mercenaires au service des propriétaires terriens anglais, les indigènes Yamanas et Onas sont abattus par ces chasseurs qui étaient rémunérés en fonction du nombre de testicules, de seins (une livre) ou de paires d'oreilles (une demi-livre) qu'ils rapportaient.
En 1881, l'île est divisée entre le Chili et l'Argentine, ces deux pays revendiquant l'île dans son intégralité. En 1884, la ville d'Ushuaïa est officiellement fondée au sud de l'île.

Distribution des populations pré-hispaniques au Chili.

## Climat
Le climat de la région est un climat subpolaire océanique (Cfc dans la classification de Köppen) avec des étés courts et frais et des hivers longs et humides. Le nord-est de l'île connait des vents forts et de faibles précipitations, alors que le sud et l'ouest subissent également des vents forts, avec un brouillard et un fort taux d'humidité toute l'année. Les jours sans pluie, névasse, grêle ou neige sont rares. La limite pluie/neige se trouve à une altitude de 700 mètres.

## Littérature
- Saint-Loup, La nuit commence au cap Horn : un génocide de droit divin, Avalon, Paris, 1986 [1re éd. 1953], 314 p.  (ISBN 2-906316-01-6) (Roman qui traite des tentatives d'évangélisation des peuplades par des missionnaires anglais, et de leurs conséquences, entraînant la quasi-disparition des autochtones, de 1850 à 1912).
- Qui se souvient des hommes, roman de Jean Raspail.
- Rivière d'or, recueil de quatre nouvelles dont la première porte ce titre, de Georges Catelin (Mame 1958), nouvelles destinées à la jeunesse et qui ont pour cadre la Terre de feu.